# Spaniel japonês

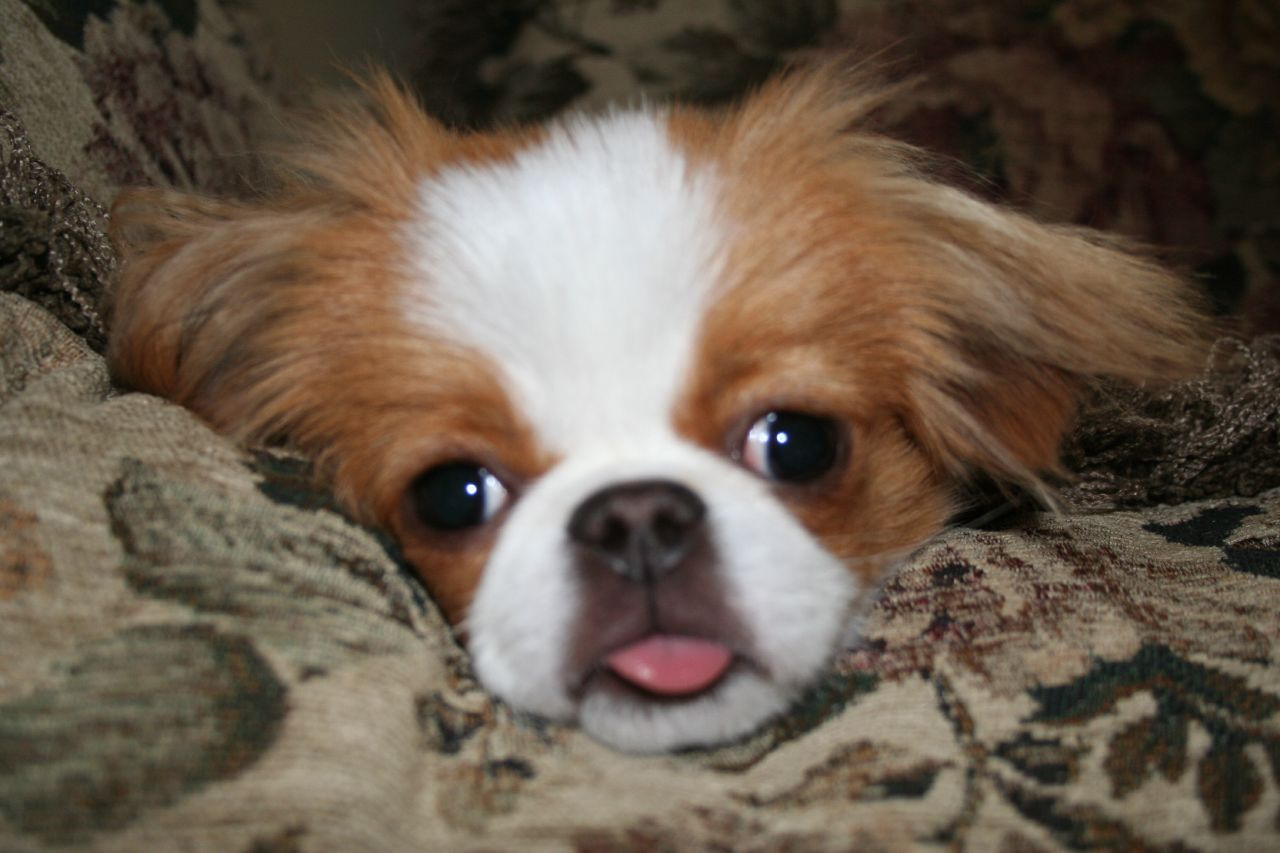
Vermelho e Branco

A spaniel japonês[Nota], originalmente chamada chin (em português:  como gato), é uma raça primordialmente conhecida como de companhia, quando mimada pela nobreza japonesa desde a Idade Média. Chegado à Europa no século XVI, foi presente à realeza e ali também tornou-se o favorito das senhoras europeias. Prováveis descentendes dos toy spaniels, têm reputação de serem silenciosos, o que é considerado nas cidades como ideal. Sua cara achatada, como nos griffons e nos pugs, pode resultar em problemas respiratórios e sua longa pelagem requer cuidados constantes. Podendo atingir os 5 kg, tem seu adestramento considerado mediano.
O chin japonês gosta de crianças, são muito inteligentes, adoram comida, tendência para ignorar.